# La Musique (album)
Pour les articles homonymes, voir La Musique.
Albums de Dominique A
Les Sons cardinaux
(2007) La Matière
(2009)
La Musique est le neuvième album studio de Dominique A sorti le 6 avril 2009.

## Historique
Dominique A écrit souvent ses albums en opposition à ses précédents ou à ce qui se fait dans la chanson française au moment où il écrit. Son précédent album, L'Horizon, étant le disque des grands espaces, du lyrisme et fortement dominé par les guitares, la chanson française voyant actuellement un renouveau du folk avec la sortie, par exemple, des albums de Piers Faccini, Yodelice, Emily Loizeau ou Mélanie Pain, Dominique A décide d'orienter son travail vers les claviers et les boîtes à rythmes.
Il travaille donc chez lui sur un petit studio portatif et quand il fait écouter ses ébauches à son entourage professionnel, celui-ci l'incite à finaliser son travail seul. Même si ce n'était pas son intention première, c'est donc finalement dans les mêmes conditions que son premier album, La Fossette, qu'est réalisé La Musique, à ceci près qu'en quinze ans le 4-pistes est devenu un 32-pistes numérique et que le mixage est fait par Dominique Brusson qui a toute liberté pour transformer les morceaux.
Le résultat est finalement musicalement très différent de La Fossette et, quant aux thèmes abordés, ils sont jugés plutôt représentatifs de tout ce qu'à pu faire Dominique A, comme un bilan : « si le blanc séparant Le Sens et Immortels ne dure que le temps d'un souffle, dix-sept années s'y nichent, résumant la quête de Dominique A » dit par exemple le journaliste Philippe Brochen dans Libération, citant les deux chansons qui ouvrent l'album et dont est d'ailleurs particulièrement satisfait le Nantais. Immortels a été écrite pour Alain Bashung pour son album Bleu pétrole mais, bien que l'ayant travaillée longtemps, elle n'avait pas été retenue à cause du thème car il se savait déjà malade.
L'édition limitée se voit agrémentée d'un second album de douze titres, La Matière, aussi ce huitième album est-il parfois considéré comme un double album (La Musique/La Matière). À l'occasion des vingt ans de carrière de l'artiste, l'album est réédité le 9 janvier 2012 en édition spéciale de deux CD remasterisés.

## Liste des titres
| No  | Titre                       | Durée |
| --- | --------------------------- | ----- |
| 1.  | Le Sens                     |       |
| 2.  | Immortels                   |       |
| 3.  | Nanortalik                  |       |
| 4.  | Qui es-tu ?                 |       |
| 5.  | Hasta que el cuerpo aguante |       |
| 6.  | La Musique                  |       |
| 7.  | Je suis parti avec toi      |       |
| 8.  | Le Bruit blanc de l'été     |       |
| 9.  | Des étendues                |       |
| 10. | Les Garçons perdus          |       |
| 11. | Hôtel Congress              |       |
| 12. | La Fin d'un monde           |       |